# Round-Up
Round-Up è un videogioco arcade rompicapo sviluppato da Amenip e pubblicato in Nord America nel 1981 da Centuri. Il titolo venne distribuito nuovamente nello stesso anno dalla Taito in Giappone ed in Europa col nome di Fitter. Non è stato convertito per alcuna console domestica.

## Modalità di gioco
Il giocatore manovra con il joystick un robot all'interno di un labirinto, nel quale si trovano anche altri robot, più piccoli: alcuni di questi sono bianchi, i restanti rossi, e tutti sono in movimento. Ogni volta che cattura un robottino, il robot del giocatore, che all'inizio è sempre bianco, ne assumerà il colore. Il giocatore deve modificare le nove palline al centro del labirinto, da bianche a rosse; per riuscire in tale intento bisogna che catturi un robottino rosso alla volta, raggiungendo quindi la casella delle palline, e così via finché tutte e nove avranno cambiato colore. Catturare un robottino bianco non è in sé dannoso, ma il giocatore deve pensare soprattutto a modificare il colore delle palline perché perderà una delle tre vite se scade il tempo a disposizione. Il tutto è reso difficile dalla presenza di quattro mostriciattoli, che distruggeranno il robot se lo toccano.
Ogni tanto nel labirinto entrano altri due personaggi: un re nano di colore rosso e un alieno giallo. Se il robot cattura il primo, i mostriciattoli si addormenteranno per un po'; l'alieno invece non va catturato, altrimenti i robottini rossi diventeranno bianchi, e si dovrà aspettare l'ingresso di nuovi robottini col colore necessario per modificare le palline.
I livelli del gioco sono infiniti, con difficoltà crescente: tra un livello e l'altro c'è una prova bonus, consistente nel modificare un cubo di Rubik entro 90 secondi facendolo diventare identico al modello presentato nella parte inferiore dello schermo.